# کامام
کامام (به لاتین: Camame) یک منطقهٔ مسکونی در آنگولا است که در استان کوانزای شمالی واقع شده‌است.